# Бен Рой Моттельсон
Бенджамін (Бен) Рой Моттельсон (англ. Benjamin Roy Mottelson; 9 липня 1926, Чикаго, США — 13 травня 2022) — данський фізик, що народився в США, лауреат Нобелівської премії з фізики в 1975 р. , спільно з Оге Бором і Лео Джеймсом Рейнвотером, "За відкриття взаємозв'язку між колективним рухом і рухом окремої частки в атомному ядрі і розвиток теорії будови атомного ядра, базується на цьому взаємозв'язку ".
Моттельсоном закінчив школу в місті Ла-Гранж в Іллінойсі. Ступінь бакалавр а отримав в 1947 р. в університеті Пердью. Ступінь доктора філософії (в області ядерної фізики) у 1950 у в Гарвардському університеті.
За стипендії Шелдона поїхав до Данію, де почав працювати в області ядерної фізики. Моттельсоном, разом з Оге Бором, допоміг показати правильність теорії Джеймса Рейнуотера про структуру атомного ядра. Троє вчених отримали за цю роботу Нобелівську премію з фізики.
Моттельсоном є членом правління спонсорів Бюлетеня вчених-атомників. [Архівовано 6 серпня 2009 у WebCite].